# Tănase Dima
Tănase Dima (n. 12 ianuarie 1936, Calipetrova, Bulgaria) este profesor și antrenor de fotbal român, de origine aromână.
Este singurul antrenor care i-a pregătit pe Nicolae Dobrin și pe Gheorghe Hagi, considerați cei mai buni fotbaliști români ai tuturor timpurilor. Totodată, se numără printre puținii specialiști din România care a desfășurat o activitate de excelență atât în învățământ, cât și în fotbalul de performanță.

## Activitate competițională
- 1952-1958: Jucător la echipa Flamura Roșie din Curtea de Argeș. Selecționat în reprezentativa regiunii Argeș.
- 1958-1961: Antrenor-jucător la echipa Flamura roșie din Curtea de Argeș.
- 1961-1962: Antrenor secund la echipa de divizia A Dinamo Pitești, responsabil și cu echipa de tineret.

Performanțe: Vicecampion național cu echipa de tineret.
Jucători reprezentativi pregătiți: Nicolae Dobrin, Biță Ștefănescu, Petre Libardi.
- 1970-1978: Antrenor la FC Argeș Pitești, primul club din România organizat cu titlu experimental ca profesionist.

Performanțe: Campion național – ediția 1971-1972. Ocupant al locurilor 2 și 3 în alte patru ediții. Participare la Cupa Campionilor Europeni și Cupa Orașelor Târguri. Jucători promovați la echipele națională, olimpică și de tineret ale României.
Jucători reprezentativi pregătiți: Nicolae Dobrin, Ion Barbu, Remus Vlad, Petre Ivan, Radu Troi, Constantin Frățilă, Constantin Radu (I), Vasile Stan, Ilie Bărbulescu, Mihai Zamfir, Marin Radu (II).
- 1978-1981: Antrenor la Dinamo București.

Performanțe: Vicecampion național în două rânduri. Participare în Cupa UEFA. Jucători promovați la echipele națională, olimpică și de tineret ale României.
Jucători reprezentativi pregătiți: Cornel Dinu, Dudu Georgescu, Florin Cheran, Ionel Augustin, Marin Ion, Cornel Țălnar, Ion Moldovan, Constantin Ștefan.
- 1980-1988: Antrenor la lotul național de tineret și la echipa olimpică a României.

Jucători reprezentativi pregătiți: Dumitru Stângaciu, Claudiu Vaișcovici, Mihai Marian, Constantin Stancu, Andrei Speriatu.
- 1984-1987: Antrenor la Sportul Studențesc București.

Performanțe: Vicecampion național în ediția 1985-1986 (cele mai bune rezultate din
istoria clubului). Participarea în Cupa UEFA, în trei ediții consecutive. Jucători promovați la echipele națională, olimpică și de tineret ale României.
Jucători reprezentativi pregătiți: Gheorghe Hagi, Mircea Sandu, Gino Iorgulescu, Paul Cazan, Marcel Coraș, Mihai Marian, Romeo Chihaia.
- 1987-1988: Antrenor la Flacăra Moreni.

Performanțe: Prima participare în Cupa UEFA din istoria clubului. Jucători promovați la echipa olimpică și de tineret a României.
Jucători reprezentativi pregătiți: Marin Dragnea, Nistor Văidean, Benone Dohot, Petre Butufei, Marian Pană, Costel Pană.
- 1988-1989: Antrenor la FC Argeș Pitești.

Performanțe: Finalist al Cupei Balcanice. Jucători promovați la echipa olimpică și de tineret a României.
Jucători reprezentativi pregătiți: Constantin Stancu, Andrei Speriatu, Augustin Eduard, Ion Vlădoiu, Ion Ceaușu.
- 1989 (august-decembrie): Antrenor la FC Olt Scornicești.

Jucători reprezentativi pregătiți: Dorinel Munteanu, Gheorghe Mihali, Daniel Gherasim, Iordan Eftimie, Constantin Pistol, Gheorghe Pena, Vasile Popa.
- 1992-1996: Antrenor, director tehnic și vicepreședinte la FC Argeș Pitești.

Jucători reprezentativi pregătiți: Constantin Barbu, Bogdan Vintilă, Valentin Năstase, Constantin Schumacher.
- 1996-1997: Antrenor la Farul Constanța.

Jucători reprezentativi pregătiți: Petre Grigoraș, Marian Dinu, Daniel Gherasim, Dănuț Oprea, Marian Aliuță, Marius Mitu.
- 1996-2012: Membru fondator al Școlii private de Fotbal CS Sporting Pitești; antrenor, director și președinte al acesteia.

Performanțe: Titlul de vicecampion juniori B, ediția 2001. Trei titluri de campion național la juniori A1 – edițiile 2008, 2009 și 2010. Jucători promovați la loturile naționale UEFA. Jucători promovați în Liga I (la echipele: Dinamo București, FC Național București, Astra Ploiești, FCM Brașov, FC Argeș Pitești, FC Vaslui, Ceahlăul Piatra Neamț, Sportul Studențesc București, CS Târgu Mureș, Rapid București etc.) și în Liga a II-a.
Jucători reprezentativi formați:  Cristian Pulhac, Laszlo Sepsi, Raul Costin, Alexandru Chipciu.

„Am avut șansa de a învăța acest joc minunat de la doi distinși profesori: Nicolae Roșculeț (cel care a pus bazele orientării metodice în fotbalul românesc) și Gheorghe Ola (în cadrul Institutului). De-a lungul anilor, am avut o relație deosebită cu specialiști de referință, cum ar fi: Ștefan Covaci, Cornel Drăgușin, Ilie Oană, Constantin Teașcă, Traian Ionescu, Ion Bălănescu, Robert Cosmoc, Mircea Lucescu, Mircea Rădulescu. De-a lungul carierei, mi-am desăvârșit pregătirea de specialitate datorită celor care m-au ales drept colaborator: Florin Halagian, Titus Ozon, Nelu Numveiler, Angelo Niculescu, Valentin Stănescu, Dumitru Nicolae Nicușor, Ion Marin, Ioan Andone, Constantin Gache, Emanoil Hașoti, Cornel Dinu și nu în cele din urmă distinsul coleg și prieten Constantin Ardeleanu.”

## Activitate didactică
- 1958-1962: Profesor titular la Colegiul Național Vlaicu Vodă – Curtea de Argeș. Rezultate deosebite la catedra de educație fizică și sport, pe plan regional și național, la fotbal, volei și atletism.
- 1962-1968: Inspector școlar metodist în cadrul Secției de Învățământ a regiunii Argeș. Rezultate remarcabile ale elevilor din regiunea Argeș pe plan național și internațional la fotbal, atletism, volei, gimnastică etc. Înființarea de licee cu program sportiv (la Râmnicu Vâlcea, Câmpulung Muscel), școli sportive (Pitești, Curtea de Argeș, Slatina, Râmnicu Vâlcea, Câmpulung) și clase cu profil sportiv (Pitești, Vâlcea, Câmpulung). Coordonarea amenajării de baze sportive (terenuri), a construirii de săli de sport și a dotării unităților școlare cu material și echipament sportiv.
- 1964-1968: Membru al Comisiei Naționale a Sportului Școlar și Universitar, din cadrul Ministerului Învățământului. Organizarea de competiții naționale (la fotbal, atletism și baschet).
- 1968-1970: Profesor, director adjunct la Colegiul Național Vlaicu Vodă – Curtea de Argeș. Obținerea gradului didactic I. Organizarea manifestărilor prilejuite de sărbătorirea a 50 de ani de la înființarea liceului. Obținerea titlului de vicecampion național cu echipa de fotbal a școlii și primirea titlului de „cel mai bun antrenor al turneului”. Jucători promovați în circuitul competițional al seniorilor.
- 1970-1978: Lector la Facultatea de Educație Fizică din Pitești, catedra Fotbal. Abilitat să acorde studenților categoria a treia de clasificare ca antrenor. Autor al cursului universitar de fotbal (nepublicat).
- 1981-1984: Profesor la Colegiul Național Vlaicu Vodă – Curtea de Argeș. Responsabil al clubului sportiv școlar, cu secțiile fotbal și atletism, cu rezultate notabile. Jucători promovați la loturile naționale UEFA și la echipa de primă divizie FC Argeș Pitești.
- 1990-1997: Director al Colegiului Național Vlaicu Vodă – Curtea de Argeș. Contribuție managerială în modernizarea învățământului prin dotarea cu materiale specifice, crearea de cabinete și laboratoare, amenajarea bazei sportive și a unei instalații de nocturnă etc. Rezultate remarcabile ale elevilor la olimpiade școlare naționale și internaționale. Coordonator al organizării festivităților prilejuite de sărbătorirea a 75 de ani de la înființarea liceului.
- 1994-1997: Membru al Comisiei Naționale de Management Școlar, din cadrul Ministerului Învățământului.

## Activitate organizatorică (națională și internațională)
- 1976-1989: Membru al Colegiului Central al Antrenorilor din cadrul Federației Române de Fotbal (FRF).
- 1982: Director al Taberei Naționale de Fotbal, desfășurată sub egida Ministerului Învățământului.
- 1996-2011: Membru al Comisiei Tehnice a FRF.
- 1974-2004: Lector ocazional al FRF, cu lecții teoretice și practice.
- 2005-2012: Lector permanent al Școlii Federale de Antrenori. Autor de materiale de specialitate, publicate în revista „Antrenorul”, a Școlii Federale de Antrenori.
- 1968: Reprezentant al României la cea de-a VIII-a sesiune a Academiei Olimpice (Atena, Grecia).
- 1989: Reprezentant al României la cel de-al X-lea simpozion UEFA (Tenerife, Spania).

## Titluri și distincții
- 1972: Antrenor categoria I.
- 1976-1981 și 1984-1988: Cel mai bun antrenor secund din România, conform anchetelor anuale realizate de ziarul „Sportul” în parteneriat cu Federația Română de Fotbal.
- 2008: Antrenor emerit.
- 2010: Antrenor Licența PRO (Diploma PRO UEFA).
- 2007: „Fiu al Argeșului”.
- 2011: „Cetățean de Onoare” al județului Argeș.

Medalii, distincții și diplome, naționale și internaționale.